# Jízdní odpor
Jízdní odpory je souhrnné označení pro síly, které působí proti pohybu vozidla při jízdě. Výsledný jízdní odpor je dán součtem jednotlivých složek:
- valivý odpor,
- aerodynamický odpor,
- odpor stoupání a
- odpor zrychlení.

Odpory valivé a aerodynamické působí vždy proti pohybu vozidla, odpory stoupání a zrychlení pouze při daném způsobu pohybu. Jejich suma představuje sílu, které musí pro daný režim jízdy dosahovat hnací síla pohonu vozidla.

## Značení
- Značka: {\displaystyle F_{k}}
- Jednotka SI: newton, značka {\displaystyle \mathrm {N} }
- Výpočet: {\displaystyle F_{k}=O_{f}+O_{V}+O_{S}+O_{Z}}[1][2]

## Složky

### Valivý odpor

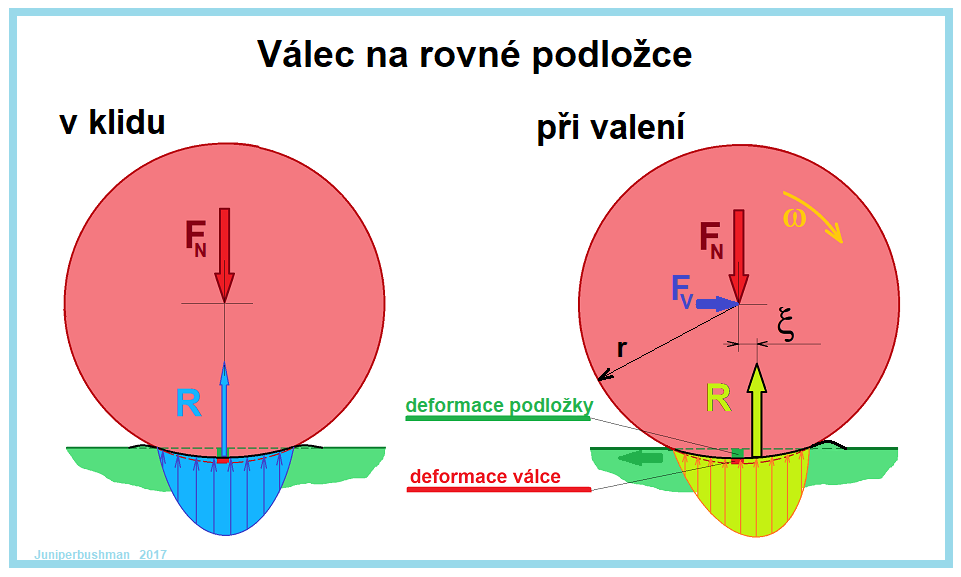
Síly na zatíženém kole v klidu a při valení - pro pohyb musí síla F_{V} být větší než hodnota valivého odporu

Valivý odpor vzniká v místě kontaktu kola vozidla s podkladem (kolejnice, vozovka). Jeho velikost je rovna:
{\displaystyle O_{f}=mg\cos(\alpha ){\frac {\xi }{r}}}, kde
- m – hmotnost vozidla,
- g – gravitační zrychlení (=9,81 m/s2)
- α – úhel sklonu
- ξ – rameno valivého odporu:[3]
  - 0,4–0,5 mm pro ocelové kolo na ocelové kolejnici
  - 2,5–4,5 mm pro pneumatiku na asfaltové vozovce
- r – poloměr kola

### Aerodynamický odpor

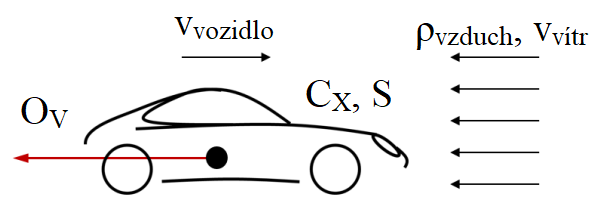
Působení odporu prostředí na vozidlo

Odpor prostředí, neboli aerodynamický odpor, též vzdušný odpor, je soubor všech sil, kterými plyn nebo kapalina působí proti pohybu těles v něm. Odpor je způsoben třením, které vzniká při kontaktu tělesa a prostředí. Je roven:
{\displaystyle O_{V}={\frac {1}{2}}C_{x}\rho Sv^{2}}, kde
- Cx – činitel odporu
  - v závislosti na tvaru vozidla cca 0,35 až 0,5[4]
- ρ – hustota prostředí 
  - pro vzduch při standardním tlaku a teplotě cca 1,25 kg/m3
- S – čelní plocha vozidla
  - osobní automobily cca 1,6–2 m2
  - nákladní automobily, autobusy cca 5–8 m2
- v – náporová rychlost (rychlost větru minus rychlost vozidla)

### Odpor stoupání

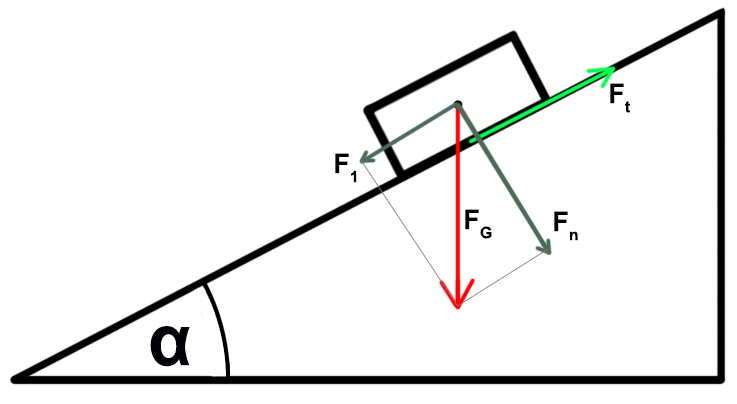
Síly na nakloněné rovině - odpor stoupání představuje síla F_{1}, která působí proti stoupání

Odpor stoupání se projevuje při překonávání převýšení. Při jízdě vozidla do kopce je kladný a pohon jej musí překonávat, při jízdě z kopce je záporný a vozidlo urychluje. Jeho velikost je dána:
{\displaystyle O_{s}=mg\sin(\alpha )\thickapprox \pm mgs}, kde
- m – hmotnost vozidla,
- g – gravitační zrychlení (= 9,81 m/s2),
- α – úhel stoupání, s – sklon
  - pro silnici cca jednotky procent
  - pro železnici cca jednotky promile
  - {\displaystyle s={\frac {h}{l}}=\tan(\alpha )}

### Odpor zrychlení
Odpor zrychlení, neboli setrvačný odpor, působí proti zrychlení tělesa (snaží se jej držet na stejné rychlosti). U automobilů tento zákon platí obzvláště, kvůli velkému množství rotačních částí. Zjednodušený vzorec je:
{\displaystyle O_{Z}=ma\vartheta }, kde 
- m – hmotnost vozidla,
- a – zrychlení,
- ϑ – součinitel vlivu rotačních součástí:[2]
  - 4 rychlostní stupeň 𝜗 ≈ 1, 05
  - 3 rychlostní stupeň 𝜗 ≈ 1, 1
  - 2 rychlostní stupeň 𝜗 ≈ 1, 15
  - 1 rychlostní stupeň 𝜗 ≈ 1, 4